# Scrophularia subsessilis
Scrophularia subsessilis är en flenörtsväxtart som beskrevs av Robert Reid Mill. Scrophularia subsessilis ingår i släktet flenörter, och familjen flenörtsväxter. Inga underarter finns listade i Catalogue of Life.